# Ахтанг
Ахтанг — щитовой вулкан в Камчатском крае России.
Располагается в междуречье рек Сухарики и Караковая, примерно в их среднем течении. Является самым крупным вулканом данного района. Абсолютная высота 1954,6 м, относительная около 1250 м. В географическом плане постройка имеет форму овала, вытянутого в северо-восточном направлении с осями 15×10 км, площадью в 85 км², объём изверженного материала — около 30 км³.
Вулкан Ахтанг представляет собой небольшой вулканический массив, в основании которого располагается пологая щитовая постройка. Вершинная часть заканчивается пологим конусом. Северные склоны вплоть до вершины в значительной степени разрушены карами, переходящими в небольшие троговые долины. Южные и восточные эродированы слабо и имеют первично-вулканический облик. Вершина вулкана сильно разрушена. Сохранилась небольшая плоская площадка, по-видимому, реликт кратерной воронки. Начальные излияния вулкана Ахтанг представлены преимущественно базальтами, вершинная часть, в которой уже существенную роль имеет и пирокластический материал, представлена андезито-базальтами. Возраст вулкана верхнечетвертичный.
На склонах вулкана Ахтанг и возле его подножия располагается большое количество голоценовых шлаковых конусов ареального типа, которые характеризуются весьма совершенной сохранностью. Последнее извержение на одном из конусов произошло в 2002 году.